# Antepione comstocki
Antepione comstocki là một loài bướm đêm trong họ Geometridae.